# Lijst van nummer 1-hits in de Radio 2 Top 30 in 1999
Deze hits stonden in 1999 op nummer 1 in de Vlaamse Radio 2 Top 30.
| Nummer | Datum        | Artiest            | Titel                                  |
| ------ | ------------ | ------------------ | -------------------------------------- |
| 494    | 2 januari    | Emilia             | Big Big World                          |
|        | 9 januari    | Emilia             | Big Big World                          |
|        | 16 januari   | Emilia             | Big Big World                          |
| 495    | 23 januari   | Virtual Zone       | Virtual Zone / Change U mind           |
|        | 30 januari   | Virtual Zone       | Virtual Zone / Change U mind           |
|        | 6 februari   | Virtual Zone       | Virtual Zone / Change U mind           |
| 496    | 13 februari  | The Offspring      | Pretty Fly (for a White Guy)           |
|        | 20 februari  | The Offspring      | Pretty Fly (for a White Guy)           |
|        | 27 februari  | The Offspring      | Pretty Fly (for a White Guy)           |
|        | 6 maart      | The Offspring      | Pretty Fly (for a White Guy)           |
| 497    | 13 maart     | Britney Spears     | ...Baby One More Time                  |
|        | 20 maart     | Britney Spears     | ...Baby One More Time                  |
|        | 27 maart     | Britney Spears     | ...Baby One More Time                  |
|        | 3 april      | Britney Spears     | ...Baby One More Time                  |
|        | 10 april     | Britney Spears     | ...Baby One More Time                  |
|        | 17 april     | Britney Spears     | ...Baby One More Time                  |
|        | 24 april     | Britney Spears     | ...Baby One More Time                  |
|        | 1 mei        | Britney Spears     | ...Baby One More Time                  |
| 498    | 8 mei        | Mr. Oizo           | Flat Beat                              |
|        | 15 mei       | Mr. Oizo           | Flat Beat                              |
|        | 22 mei       | Mr. Oizo           | Flat Beat                              |
|        | 29 mei       | Mr. Oizo           | Flat Beat                              |
| 499    | 5 juni       | Virtual Zone       | Heaven                                 |
| 500    | 12 juni      | Shania Twain       | That don't impress me much             |
|        | 19 juni      | Shania Twain       | That don't impress me much             |
|        | 26 juni      | Shania Twain       | That don't impress me much             |
| 501    | 3 juli       | Britney Spears     | Sometimes                              |
|        | 10 juli      | Britney Spears     | Sometimes                              |
|        | 17 juli      | Britney Spears     | Sometimes                              |
| 502    | 24 juli      | Ann Lee            | 2 Times                                |
| 503    | 31 juli      | Lou Bega           | Mambo No. 5 (A little bit of...)       |
|        | 7 augustus   | Lou Bega           | Mambo No. 5 (A little bit of...)       |
|        | 14 augustus  | Lou Bega           | Mambo No. 5 (A little bit of...)       |
|        | 21 augustus  | Lou Bega           | Mambo No. 5 (A little bit of...)       |
|        | 28 augustus  | Lou Bega           | Mambo No. 5 (A little bit of...)       |
|        | 4 september  | Lou Bega           | Mambo No. 5 (A little bit of...)       |
| 504    | 11 september | Eiffel 65          | Blue (Da ba dee)                       |
|        | 18 september | Eiffel 65          | Blue (Da ba dee)                       |
|        | 25 september | Eiffel 65          | Blue (Da ba dee)                       |
|        | 2 oktober    | Eiffel 65          | Blue (Da ba dee)                       |
| 505    | 9 oktober    | Christina Aguilera | Genie in a Bottle                      |
| 506    | 16 oktober   | DJ Peter Project   | 2 New-York                             |
|        | 23 oktober   | DJ Peter Project   | 2 New-York                             |
| 507    | 30 oktober   | Scoop              | Drop it                                |
| 508    | 6 november   | Da Boy Tommy       | Halloween                              |
|        | 13 november  | Da Boy Tommy       | Halloween                              |
|        | 20 november  | Da Boy Tommy       | Halloween                              |
| 509    | 27 november  | R. Kelly           | If I could turn back the hands of time |
|        | 4 december   | R. Kelly           | If I could turn back the hands of time |
|        | 11 december  | R. Kelly           | If I could turn back the hands of time |
|        | 18 december  | R. Kelly           | If I could turn back the hands of time |
|        | 25 december  | R. Kelly           | If I could turn back the hands of time |